# Orodromeus
Orodromeus („horský běžec“) byl rod malého, býložravého dinosaura (přesné rozměry však nelze s jistotou určit), žijícího v období pozdní křídy (geologický věk kampán, před zhruba 75 miliony let) na území dnešního státu Montana a pravděpodobně i jinde (USA).

## Popis
Fosilie tohoto dinosaura byly objeveny v sedimentech geologického souvrství Two Medicine. Orodromeus dosahoval délky zhruba kolem 2,5 metru a vážil řádově několik desítek kilogramů. Pravděpodobně sdílel ekosystémy s dinosaury jako byl Daspletosaurus nebo Einiosaurus. Typový druh O. makelai byl pojmenován na počest paleontologa Roberta Makely, který zemřel v roce 1987 při automobilové nehodě.
Příbuzným rodem orodromea mohl být například pochybný taxon Laosaurus.

## Paleoekologie
Existuje předpoklad, že tento dinosaurus mohl podobně jako jeho blízký příbuzný Oryctodromeus vyhrabávat podzemní nory, ve kterých přečkával zhoršené životní podmínky nebo hledal ochranu před dravci. Také fosilie orodromea byly totiž objeveny v podobných "složených" pozicích, naznačujících pobyt v podobném stísněném prostoru.

## V populární kultuře
Orodromeus byl zobrazen ve třetí epizodě televizní dokumentární série Dinosaur Planet na stanici Discovery. Tam byl zobrazen jako stádní živočich, ohrožovaný smečkami teropodů rodu Troodon.